# Іин
Іин (знак: ㅇ ; кор. : 이응 [i.ɯŋ]) — восьма приголосна літера корейського алфавіту хангиль. Юнікод для ㅇ – U+3147.
Літера не читається, якщо стоїть на початку складу (використовується як технічний перший приголосний, коли слово слід читати з голосної). 
Іин приймає звук [ŋ], коли є кінцевим приголосним у складі. 

## Історія
Буква іин з'явилась у 1446 році, коли правитель Седжон випустив збірку правил читання корейської мови («Хунмін Чонім» — 훈민정음). Її форма нагадує положення горла під час вимовляння звуку. 
За іин (ㅇ) як основною формою були зроблені такі букви, як ㆁ (старий іин), ㆆ (архаїчна приголосна, яка більше не використовується) і ㅎ, а також була використана для таких лігатур, якㅸ.